# Douglas Stewart (cavaliere)
Douglas Norman Stewart, detto Duggie (Doonholm, 24 giugno 1913 – Midlem, 25 luglio 1991), è stato un cavaliere britannico.

## Biografia
Originario della Scozia, fece il suo debutto olimpico a Londra 1948 gareggiando, su Dark Seal, nel concorso completo individuale e nel concorso completo a squadre, non riuscendo a chiudere nessuna delle due gare.
Tornò ai Giochi nella successiva edizione di Helsinki 1952, quando era passato al salto a ostacoli. In Finlandia, in sella a	Aherlow, chiuse al 12º posto la gara individuale mentre, insieme a Wilf White e Harry Llewellyn, vinse l'oro a squadre.
Era cognato di Alexander Scott, bronzo nel concorso completo individuale a Berlino 1936.

## Palmarès
- Giochi olimpici

Helsinki 1952: oro nel salto ostacoli a squadre.